# Langenenslingen
Langenenslingen település Németországban, azon belül Baden-Württembergben. Lakosainak száma 3631 fő (2023. december 31.).

## Népesség
A település népessége az elmúlt években az alábbi módon változott:
| Lakosok száma | 3228 | 3484 | 3526 | 3554 | 3618 | 3631 |
|               | 1975 | 2017 | 2019 | 2021 | 2022 | 2023 |